# Martin Heidegger et le langage

Pieter Bruegel the Elder - The Tower of Babel (Vienna) - Google Art Project - edited

Martin Heidegger n'a cessé depuis son séjour à Marbourg jusqu'à sa dernière œuvre, Acheminement vers la parole, de questionner l'essence du langage, au-delà de sa fonction de communication. L'homme « parle », c'est la « dimension apophantique », déjà décrite par Aristote, mais le langage, ou plutôt le « parler » peut-il être pensé à partir de lui-même, détaché de la constitution ontologique de l'être humain, dans une relation directe à l'être, c'est-à-dire dans sa fonction qui est de révéler et de découvrir ? Plus généralement, comment comprendre le langage dans la dimension d'ouverture où l'« être humain » répond à ce qui est. 
Cette dimension « découvrante » (au sens de lever le voile) du langage, que possédait la langue grecque, a été perdue sous l'influence de la doctrine chrétienne de la création, situant toute vérité dans l'intellect divin, pour n'avoir plus qu'une simple fonction de communication en perdant la dimension langagière originaire de la vérité. Après avoir dénoncé la réduction du langage par la tradition à ce seul rang d'instrument de communication entre les hommes, Heidegger creuse dès Être et Temps (1927) le sens existential du « discours », qu'il nomme la  Rede . Sur le chemin de l'essence originelle du langage, la voie que va suivre Heidegger, consiste à démontrer, son enracinement dans l'existence même de l'homme, qu'il ne surplombe pas d'en haut, et donc à cesser de le considérer à la manière de la linguistique et des sciences positives, comme un système autonome en lui-même, n'obéissant qu'à ses propres lois.
Dans son œuvre ultérieure il cherchera à connecter directement le langage et l'être lui-même au sein de la « parole poétique ». Tout cet effort a été entrepris afin de comprendre les paroles de l'origine, celles des tout premiers penseurs de la Grèce archaïque, ces paroles dont il pense qu'elles nous parlent de l' « être » .

## Les insuffisances de la conception traditionnelle

### La conception instrumentale du langage
Dans Acheminement vers la parole, Heidegger, nous donne un bref résumé de la compréhension traditionnelle de la parole. Pour lui, dire que la parole est « l'expression sonore et la communication des émotions et fluctuations intimes de l'homme » met en jeu  trois présupposés : « Parler » comme expression sonore renvoie à l'idée d'un intérieur qui s'extériorise, « Parler » étant aussi une activité que  l'homme semble le seul à pratiquer, il est tentant de définir l'homme comme l'« être parlant », enfin par le « Parler », l'homme en s'exprimant représente et expose à la vue, tout l'étant, c'est-à-dire le réel et l'irréel.
Depuis Aristote, toutes les interprétations du « langage » tournent autour de ces trois thèses enchevêtrées, à travers diverses sciences, avec pour conséquence de réduire le langage à une fonction strictement instrumentale, ce contre quoi s'insurge Heidegger qui, selon Jean Greisch, veut « libérer le langage des chaînes de la logique » pour qu'il ne soit plus un simple « habit des idées » en mettant au jour son essence originelle, ce que seule la philosophie peut faire . Adéline Froidecourt écrit « émanant de la raison comme faculté logique (dans la métaphysique traditionnelle), la parole combinerait de prétendus signifiants exprimant autant de signifiés adéquatement agencés. Cependant, dire que l'homme a le logos en partage, c'est pour les grecs, penser la manière dont l'homme entre en rapport à ce qui est : la parole est en effet dévoilement » .
C'est l'opinion  de Didier Franck, qui rappelle que Heidegger dans la conférence de 1936 sur Hölderlin et l'essence de la poésie s'élève avec force contre toute interprétation utilitaire du langage. « La langue n'est pas un ustensile que l'homme possède parmi d'autres, mais la langue accorde d'abord et en général la possibilité de se tenir au milieu de l'ouverture de l'étant. Seulement là où est la langue, là est le monde. »

### L'approche phénoménologique
« Le langage n'existe que là où il est parlé, c'est-à-dire entre les hommes », observe Heidegger qui précise « en passant du système clos sur lui-même, qui spécifie la « langue », à la parole vive de l'échange...Heidegger pose une première décision importante » écrit Jean Greisch. Le rapport du langage à l'existence est donc pour le penseur, plus essentiel que son enfermement dans les règles de la « logique » et de la grammaire, enfermement dont la tradition s'est rendue coupable. « Le langage ne se détermine ni à partir du « son » émis, ni à partir de la signification, mais comme « dire »  qui laisse apparaître la présence de la chose, la laisse passer de l'« occultation » à la « non occultation » » résume Françoise Dastur. Avec cette caractérisation il ne s'agit pas d'offrir une définition de l'« essence du langage » qui serait aussi problématique aux dires de Jean Greisch que la définition d'une « essence de l'homme ».  Jean Greisch rappelle enfin que pour Heidegger « dans l'événement de la parole, le silence est aussi important que ce qui est dit ».
Heidegger constate que la langue courante, celle qui nous échoit de par l'époque de la métaphysique que nous vivons (celle de la Volonté de puissance), peut en tant que telle, avec ses contraintes, représenter un obstacle infranchissable au dévoilement de la « vérité ». Dans la Lettre sur l'humanisme de 1946 Heidegger évoque la raison pour laquelle son œuvre majeure de 1927, Être et Temps, ne put être menée à son terme. Il en impute la cause à son incapacité à sortir de la langue de la subjectivité et de la métaphysique. De nos jours la technicisation vulgaire de la langue comme simple outil de communication est à la base du développement du numérique. Déjà Heidegger craignait la technicisation universelle de toutes les langues en un seul instrument, l'instrument unique d'information, fonctionnel et universel à travers les travaux de la métalinguistique.

### Le Discours au quotidien: le bavardage
Heidegger parle à ce propos de Das Gerede, c'est-à-dire des discours, ou « bavardage » dont il dit selon Jean Greisch « qu'ils véhiculent des interprétations de l'existence qui influencent, même si la plupart du temps nous n'en avons pas conscience ». Personne ne peut se dérober à la compréhension déjà déposée dans les mots, depuis le bavardage de la mère à l'enfant jusqu'au discours public. Ce phénomène de positif devient négatif lorsque le bavardage fait écran aux choses. Ce qui est le cas lorsque la compréhension se satisfait du « on-dit » quotidien. « La communication fonctionne alors en circuit fermé ; elle n'est plus partage d'un rapport essentiel et primaire d'être à l'étant dont il est parlé [...] c'est cette situation qui donne naissance à une opinion publique ».

## La langue initiale
Sur son chemin de pensée, Heidegger rencontre très tôt la nécessité de revenir à la dispensation inaugurale de l'être, celle dont les premiers penseurs ont dû faire l'expérience . Heidegger fera à cette occasion une première expérience de l'être de la langue qui apparaîtra pour ce qu'elle est, c'est-à-dire, moins comme un moyen de communication que l'expression de l'« être historial », qui l'a vu naître.
Or, pour ce qui est de la langue grecque, l'étonnant est que les grecs eux-mêmes n'ont jamais eu un mot correspondant à ce concept, mais plusieurs : logos λόγος (discours), muthos  μŨθος (fable, parole en acte), epos ἔπος (poème). Face à cette structure plurielle, Heidegger fera l'hypothèse de l'existence d'une unité analogique sous-jacente et préalable mais impensée à qui il réservera dans ses travaux, le terme de  Sache [Sage, "la Dite" ?]  qui deviendra « Parole » dans la plupart des traductions françaises. S'agissant de la recherche du fondement de langue initiale, Heidegger va accorder une place privilégiée à la compréhension grecque archaïque du logos,  qu'Aristote fixera plus tard comme « logique » (logiké épistémé) et « discours ».
Pour faire ce « pas en arrière » (Schritt zurück), Heidegger va dans un premier temps s'attacher à mettre en évidence à travers les expériences initiales qui ont été rendues possibles par la langue du commencement, des significations qui se sont déposées, souvent à l'insu des locuteurs, dans un certain nombre de « paroles fondamentales », comme celles de « logos », « d'alètheia », « de phusis » et aussi de  « Khreon », selon le décompte de Marlène Zarader. Heidegger s'attache particulièrement à arracher l'idée de logos à son enfermement dans la logique pour mettre en évidence un premier sens oublié celui de « rassemblement », qu'un autre sens complétera celui de « mis là-devant »  ou « étendu ». résume Françoise Dastur. « Le logos ne place pas l'étant devant lui pour s'en assurer la maîtrise, mais se borne à assurer la garde de ce qui est déjà ainsi mis en avant ».
Heidegger va travailler l'étymologie du terme λόγος, particulièrement sa forme verbale λέγειν , et chercher ce sens originaire, qui lui apparaîtra comme un « cueillir », un « récolter », un « mettre à l'abri ». Au terme d'une longue méditation, il apparaîtra que le terme de λόγος , substantif du verbe λέγειν n'aurait pas pour signification première « ce qui est de l'ordre de la parole mais, ce qui recueille le présent, le laisse étendu-ensemble devant et ainsi, le préserve en l'abritant dans la présence  ». À travers cette thèse, il faut ajouter que le λόγος  se dote de trois déterminations essentielles complémentaires, que résume Heidegger, rapporte Éliane Escoubas, à savoir : « la constance », « la permanence », ce qui « rassemble et tient ensemble », et ce « qui se déploie souverainement en son règne ».
C'est grâce à cette reprise du sens initial de logos, que « l'on peut comprendre ce qu'est l'essence du langage qui ne se détermine ni à partir du « son » émis, ni à partir de la signification , mais comme « dire » qui laisse apparaître, la présence de la chose présente, la laisse passer de l'« occultation » à la « non -occultation » ». si la signification précoce a bien été le dire et le discours, expose Heidegger, sa signification originelle est autre, cette autre signification s'est estompée et le dire ou le discours n'en sont qu'une signification dérivée

## Le langage comme existential
Dans Être et Temps (§ 34), la question de la langue est abordée dans l'analytique existentiale sous le titre de  Rede  « le parler » ou « discours » . Avec la Befindlichkeit, disposition ou affectivité, et le Verstehen le comprendre, le « discours », constitue la structure ontologique de base du Dasein (voir les existentiaux). La Rede est conçue comme le lieu (de l’existence), qui articule les conditions de possibilité de la parole, du bavardage ou du « faire silence » note Franco Volpi,.
Le  Rede   allemand est l'équivalent de notre « Causer » ou « Discours » dans la traduction de Jean Greisch, une modalité de la communication qui traite de ce que l'on a à faire en commun, dans le Monde, mais qui par là ne recouvre pas l'intégralité des dimensions possibles du langage, de la   Sprache , ni ne suffit à exprimer le caractère nouveau de la vie humaine que découvre Heidegger. Si l'on peut dire à la rigueur que la  Sprache  parle, on ne peut pas dire qu'elle « cause » remarque Marc Froment-Meurice . * Heidegger note aussi que la « parole » possède un caractère mondain et qu'alors que le sens est à ses yeux l' a priori absolu, les mots ont souvent des significations différentes. Le sens devance toujours le « mot » la « parole », , c'est le sens qui la rend parlante. « Il n'y a pas d'abord des mots, auxquels seraient attachés des significations, il y a d'abord du sens, qui se déploie en significations, lesquelles viennent à la parole »,. Or le sens est l'affaire du Dasein et de lui seul. Parler, c'est en quelque sorte « faire passer de l'ineffable à l'état de formule claire ». Prenant appui sur Aristote, Heidegger va procéder, note Franco Volpi, à une double ontologisation du Logos λόγος, en tant que « discours ».
Le langage va être vu comme l'articulation fondamentale du caractère « ouvrant » du Dasein, notamment quant à son rapport découvrant à lui-même, au monde d'autrui et au monde qui n'est pas lui. Heidegger dans Être et Temps, ne met pas l'accent sur le langage en tant que tel, mais sur la constitution ontologique du Dasein dans laquelle s'enracine la possibilité de la parole. À ce stade Heidegger ne s'est pas encore libéré de la fonction expressive et représentative. 
Une fois explicité l'enracinement du langage comme Discours dans l'existence humaine en tant qu'existential au même titre que la Compréhension et l'Affectivité , Heidegger avance comme seconde thèse surprenante, la co-originarité de ces trois « existentiaux ». En d'autres termes même si les nécessités de l'exposition conduisent à parler successivement de compréhension ensuite d'explicitation et enfin de langage, les trois sont originairement liés car il ne peut y avoir de Compréhension sans Discours sur les choses, ni a fortiori d'explicitation, comme eux le Langage est « toujours déjà là » dans l'existence. Dès l'origine le Discours ou « Parole » est à l'œuvre dans la Compréhension, et même et y compris dans l'Affectivité, il en est l'articulation . Le Discours est ainsi renvoyé à son fondement existential, l'Être-au-monde.

## Le langage comme «maison de l'être»
Dans la Lettre sur l'humanisme (page 85) Heidegger formule cette thèse du langage comme « maison de l'être ». Après Être et Temps,  Heidegger ne met plus l'accent sur le comportement du Dasein, mais sur l'essence du langage qui, dans son esprit, détermine originairement l'ouverture du monde. « Le rapport de l'homme à l'être n'est pas seulement exprimé par le langage, mais il est le langage même » écrit Pierre Aubenque,. 
« L'homme est invité à correspondre à l'être, à répondre à l'appel de l'être ». Si l'appel de l'être n'est autre que le langage auquel l'homme est invité à se conformer, alors selon la formule de Michel Foucault dans Mots et les Choses, il y a risque que « l'homme soit en train de périr à mesure que brille plus fort à l'horizon l'être du langage [...] l'homme n'est plus qu'une figure entre deux modes d'être du langage » cité par Pierre Aubenque.
Cet auteur signale le risque que fait courir à l'autonomie de l'homme le primat accordé au langage, « langage qui parle désormais sans locuteur ou dont le locuteur est tout au plus un instrument ».

## La parole poétique du dernier Heidegger

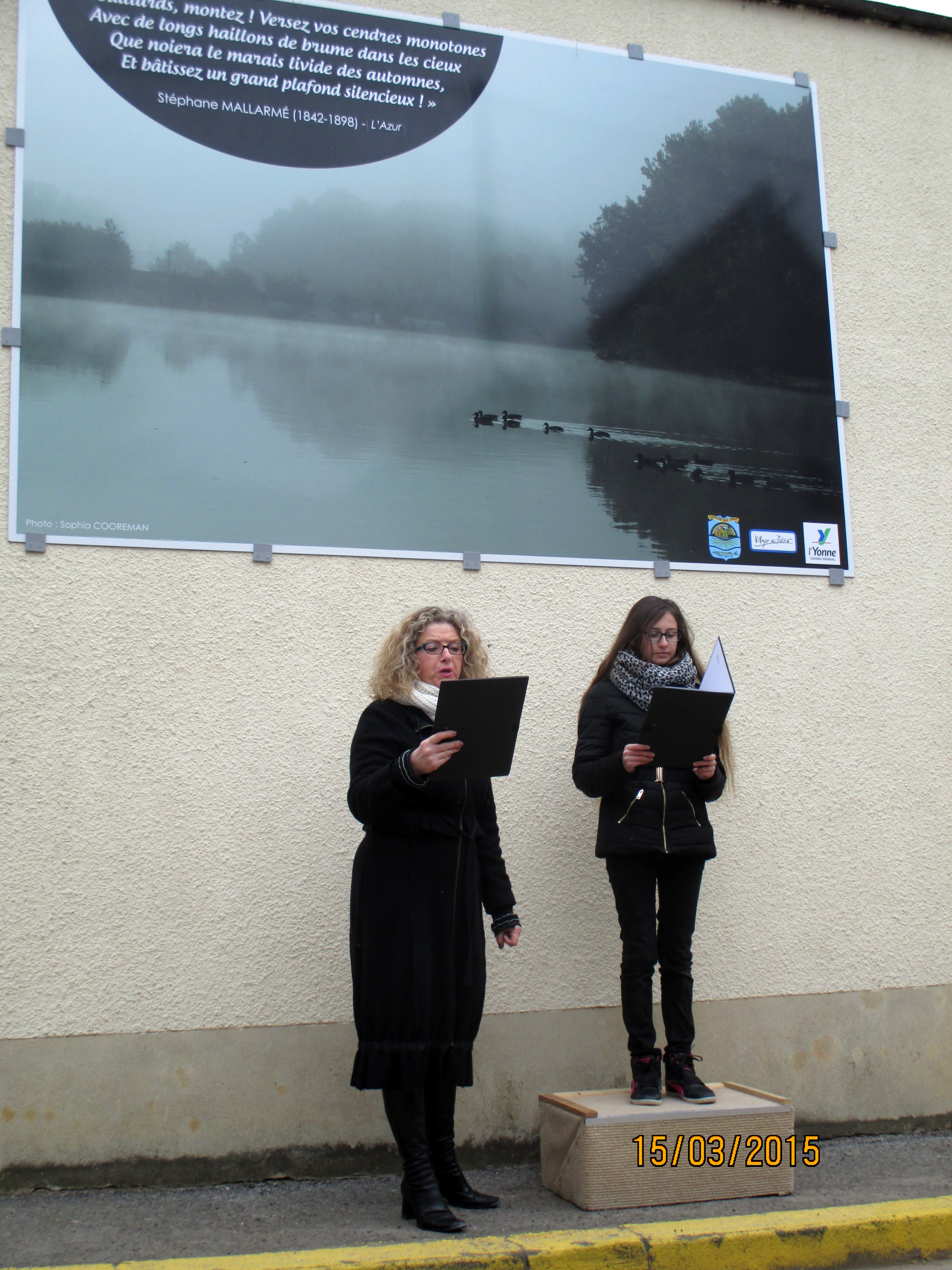
Courlon-sur-Yonne-FR-89-village en poésie-2015-A2

Parce que le poème ne transmet aucune information sur le monde, ne communique rien mais, parle purement et simplement, la « Parole » en tant que telle, celle qui avait été pressenti dans la langue initiale, s'y montre véritablement en ce qu'elle est .
Après les travaux sur Hölderlin et les  conférences de 1935 et 1936 consacrées à l'œuvre d'art c'est dans celles regroupées dans le livre « acheminement vers la parole » des années 1950, que l'on trouve les plus beaux textes consacrés aux poètes qui vont l'inspirer Rainer Maria Rilke, Georg Trakl et Stefan George.
À partir de 1934 la plupart des travaux sont comme aimantés par l'influence de la poésie. Poésie et pensée ont soin de la « Parole » parce que l'une et l'autre ont l'être en leur garde. À cette langue mystérieuse de l'être nous nous devons d'y correspondre par la Pensée et la Poésie et ceci en des modes différents, « Le penseur dit l'être. Le poète dit le sacré » affirmera Heidegger dans Qu'est-ce que la métaphysique ?
Si dès le début, avec Parménide, le dialogue a été possible entre la pensée et la poésie, pense Heidegger c'est du fait de leur commune provenance et non en raison d'un penchant particulier du philosophe pour la poésie. En ces temps anciens, la parole ne parle pas encore la langue de la métaphysique, celui de la logique . Ce qui est en jeu c'est l'essence de la parole (l'être du langage) dans la différence qui va se creuser entre « pensée » et « poésie » .La question qui va tourmenter le penseur sera de retrouver cette source commune, ce « même » dissimulé qui, secrètement les ajointe. La recherche de cette source implique un dialogue entre pensée et poésie, dialogue qui porte en lui, note Françoise Dastur , « le risque de perturber le poétique en lui ôtant ce qui lui est propre, le chant et l'incantation des choses plutôt que leur simple désignation ». C'est pourquoi « l'éclaircissement doit viser à se rendre superflu et non à s'interposer entre le poème et nous ».

### L'éclaircie et la pure présence

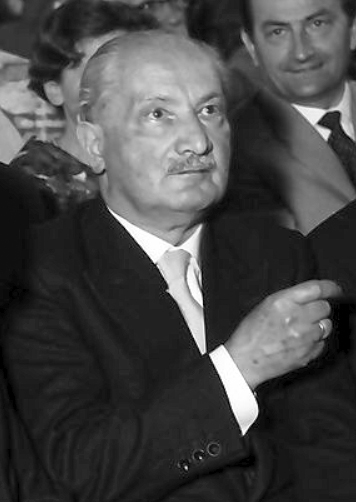
Martin Heidegger, 1960

La poésie va apparaître comme le dire du décèlement de l'étant à partir de l'être . Le dire en son projet est Poème : « il dit le monde et la terre, l'espace de jeu de leur combat, et ainsi le lieu de toute  proximité de tout éloignement des dieux. Le Poème est la fable de la mise à jour de l'étant »-. Pour Heidegger c'est dans le poème que l'éclaircie et la dimension (l'espace de jeu) viennent « originairement » au langage. Le poème ne transmet aucune information sur le monde, ne communique et ne crée rien à proprement parler mais, « en nommant les choses, il les appelle il leur adjoint de venir comme chose du monde, il enjoint au monde de venir comme monde des choses » écrit Marlène Zarader
La parole primordiale recherchée, celle qui ouvre à la fois, sur la Poésie et la Pensée, Heidegger propose de l'appeler d'un mot difficile à traduire en français la   Dichtung . C'est en travaillant sur l'origine de l'œuvre d'art que Heidegger a abordé le thème de la Dichtung , le plus souvent traduit par « Parole » avec P majuscule,  qui constitue selon lui l'essence de l'œuvre d'art, notion qu'il distingue  nettement de l'art de la Parole ou poésie. Ainsi, loin d'être la représentation psychologique d'un vécu, la Dichtung  va être une espèce particulière de monstration (de décèlement ou de dévoilement) par, « le dire ». La Parole « créatrice » dans son jaillissement original a pour nom, poésie.
« La Parole est parlante » nous déclare Heidegger. Qu'est-ce à dire ? Heidegger ne fait nulle allusion à l'impensé que comporte l'usage de toute langue, mais à la puissance décelante du langage. « Aucune chose n'est là, où manque le mot », dit dans le langage de la Lettre sur l'humanisme, « la parole est la maison de l'être » . Ainsi perçoit-il, dans le poème, le parler comme un « appel », appel à ce qui est éloigné à venir dans la proximité. En les nommant, la « Parole » fait venir les choses en la présence, comme dans ces deux simples vers qui introduisent le poème « Soir d'hiver » de Georg Trakl. 

### La dimension du sacré et l'oubli de l'être

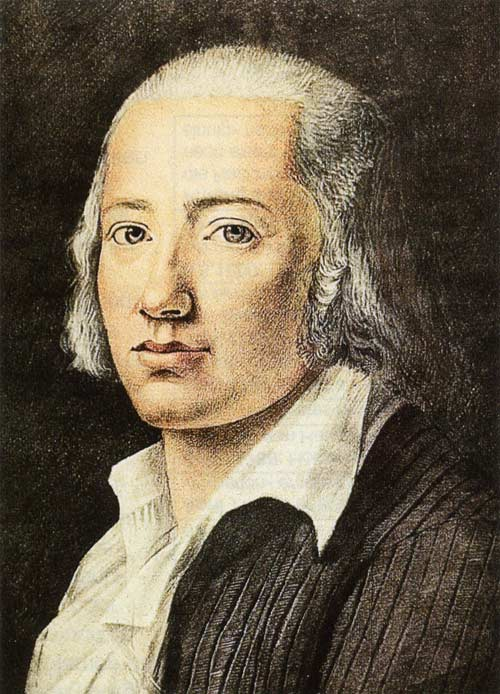
Friedrich Hölderlin, pastel de FK Hiemer, 1792.

C'est parce que la pensée et la poésie se déploient toutes deux dans l'élément même de la parole (la dimension) que le dialogue entre les deux s'avère nécessaire. Penser n'a pas lieu sans dire et la poésie dit aussi. Chacune habite à sa façon la langue qui est par excellence la  « maison de l'être ».
« Le penseur dit l'être, le poète nomme le sacré », tenter d'établir une hiérarchie entre les deux est absurde nous dit Beda Allemann.  Hölderlin est le poète du sacré « non parce que ses poésies contiennent les noms des dieux, mais parce qu'il fait l'expérience de l'absence de Dieu ». Cette expérience de clôture de la dimension du sacré  Heidegger l'assimile à sa propre expérience pensante qui domine toute son œuvre de l'« oubli de l'être »
Penseurs et poètes habitent en voisins mais nul ne doit parler pour l'autre et c'est parce que Hölderlin est parmi tous les poètes celui qui a bien marqué son domaine que le penseur est amené à le privilégier. « il appartient aux poètes, non de résoudre les problèmes que la métaphysique s'objecte à la mesure de ses concepts, mais d'être jusqu'à nous les vigiles de l'énigme » écrit Jean Beaufret. Chez Hölderlin, les signes des dieux ne sont ni des signaux, ni des significations tout au plus des manques, « le manquement devient l'espace du sacré », les noms sacrés, les dieux peuvent faire défaut, c'est leur manquement qui est au fond de l'expérience poètique. C'est de cette privation que le poète témoigne. Pour Heidegger qui sur-investit sur ce thème, le manquement, qui n'est pas une  simple absence est déjà l'annonce du sacré car ce manque n'est pas rien, il est du Dieu lui-même, « lui appartenant en propre ».